# Heidi Burnett
Heidi Burnett (Sídney, 16 de octubre de 1961) es una deportista australiana que compitió en judo. Ganó dos medallas en el Campeonato de Oceanía de Judo en los años 1992 y 1996.

## Palmarés internacional
| Campeonato de Oceanía | Campeonato de Oceanía      | Campeonato de Oceanía | Campeonato de Oceanía |
| Año                   | Lugar                      | Medalla               | Categoría             |
| --------------------- | -------------------------- | --------------------- | --------------------- |
| 1992                  | Wellington (Nueva Zelanda) | Medalla de plata      | +72 kg                |
| 1996                  | Wellington (Nueva Zelanda) | Medalla de oro        | +72 kg                |